# Camelot Theme Park
Camelot Theme Park était un parc à thème situé à Chorley, dans le Lancashire, en Angleterre. Il était basé sur la légende médiévale de Camelot.

## Histoire
Le parc ouvert en 1983 est racheté trois ans plus tard par le Granada Group qui le dirige en même temps que deux autres parcs aujourd'hui fermés ; American Adventure Theme Park et Granada Studios Tour. En juin 1998, le parc est vendu à Prime Resorts. À partir de cette période, le parc connait un déclin en termes de ses fréquentations. En février 2009, Prime Resorts annonce la mise sous séquestre du parc et sa fermeture. 
L'hôtel du parc est racheté par Lavender Hotels en mars 2009, quant au parc il trouve lui aussi un repreneur (Groupe Story) qui lui permet de rouvrir à partir de juillet 2009. Malgré les efforts, la fréquentation reste insuffisante et contraint le parc a fermé définitivement ses portes le 2 novembre 2012,.

## Le parc d'attractions

### Les montagnes russes

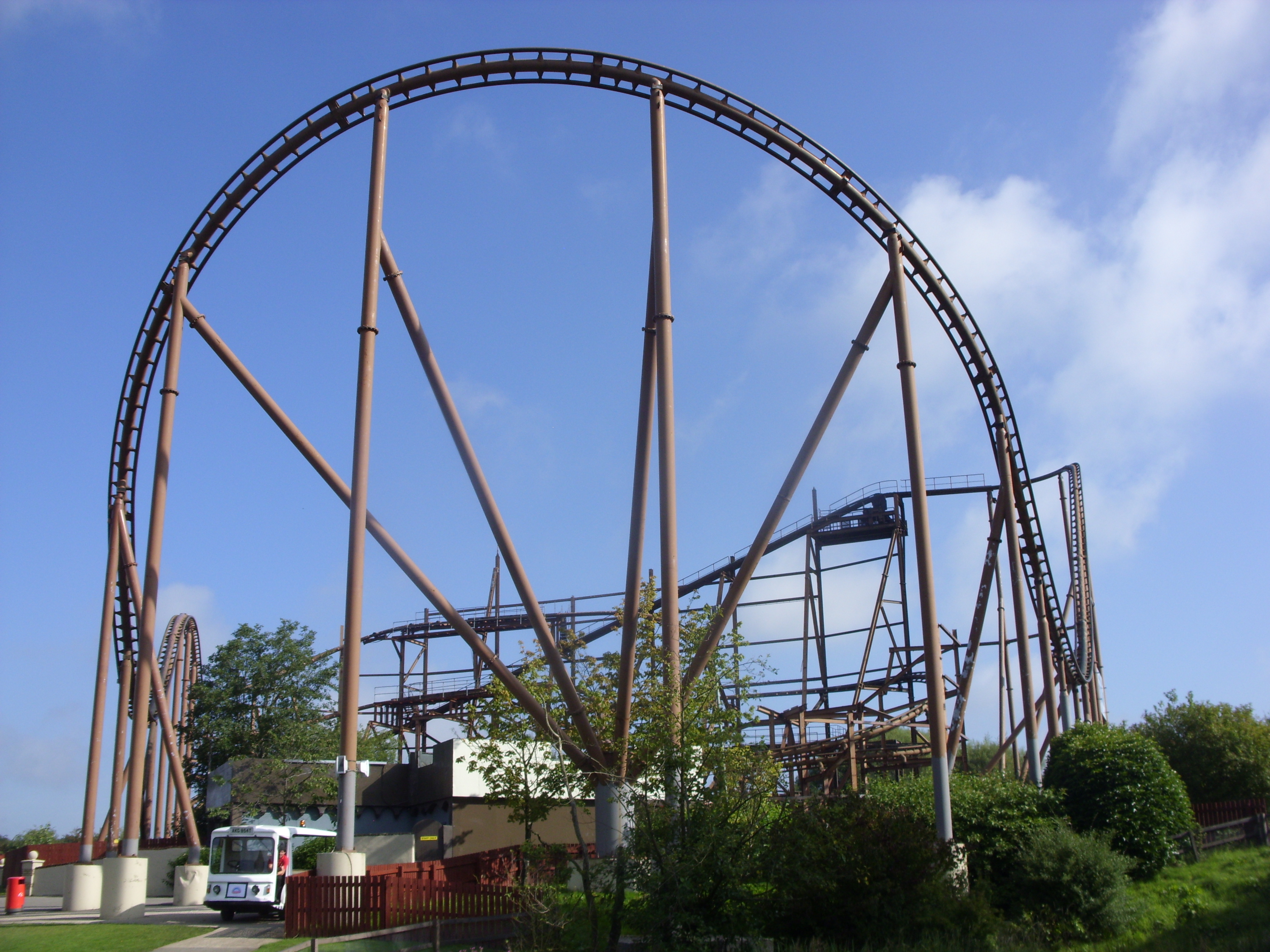
Montagnes russes Knightmare.

| Nom                   | Type               | Constructeur      | Ouverture | Fermeture |
| --------------------- | ------------------ | ----------------- | --------- | --------- |
| Caterpillar Capers    | Junior / Big Apple | Pinfari           | 1991      | 2012      |
| Dragon Flyer          | E-Powered          |                   | 1987      | 2012      |
| Gauntlet              | Assises            | Pinfari           | 2001      | 2006      |
| Junior Dragon Coaster | E-Powered junior   |                   | 1992      | 2012      |
| Knightmare            | Assises            | Anton Schwarzkopf | 2007      | 2012      |
| Sorcerer              | Assises            | Pinfari           | 1995      | 1997      |
| Tower of Terror       | Assises            | Anton Schwarzkopf | 1989      | 2000      |
| Venom                 | E-Powered          | Maurer Söhne      | 1995      | 2005      |
| Whirlwind             | Tournoyantes       | Maurer Söhne      | 2003      | 2012      |

### Les attractions aquatiques
- Pendragon's Plunge - Toboggan aquatique
- Log Flume - Bûches de Mimafab, 1986 (Délocalisé à Oakwood Theme Park)

### Autres attractions
- Excalibur 2 - Evolution de Far Fabbri (Délocalisé à New Pleasureland Southport)
- The Galleon - Bateau à bascule de Zamperla
- Falcon's Flight - Balloon Ride de Zamperla (Délocalisé à Gulliver's Land)
- Go Karts - Karting
- Cup & Sorcerer - Tasses
- Kingdom in the Clouds - Grande roue de Zamperla (Délocalisé à Gulliver's Kingdom)
- Bertie’s Driving School
- Playland Express - Train
- Junior Galleon - Bateau à bascule junior (Délocalisé à Oakwood Theme Park)
- Sir Lancelot’s Chargers - Carrousel à deux étages
- Jousting Horses - Horse Ride de Zamperla
- Human cannonball
- Clown around!
- Sky divers
- Towers of Fun - Aire de jeux
- Merlin's Indoor Playland
- Jousting Knight Dodgems - Autos-tamponneuses
- Dungeons of Doom - Train fantôme